# Markus Kühnis

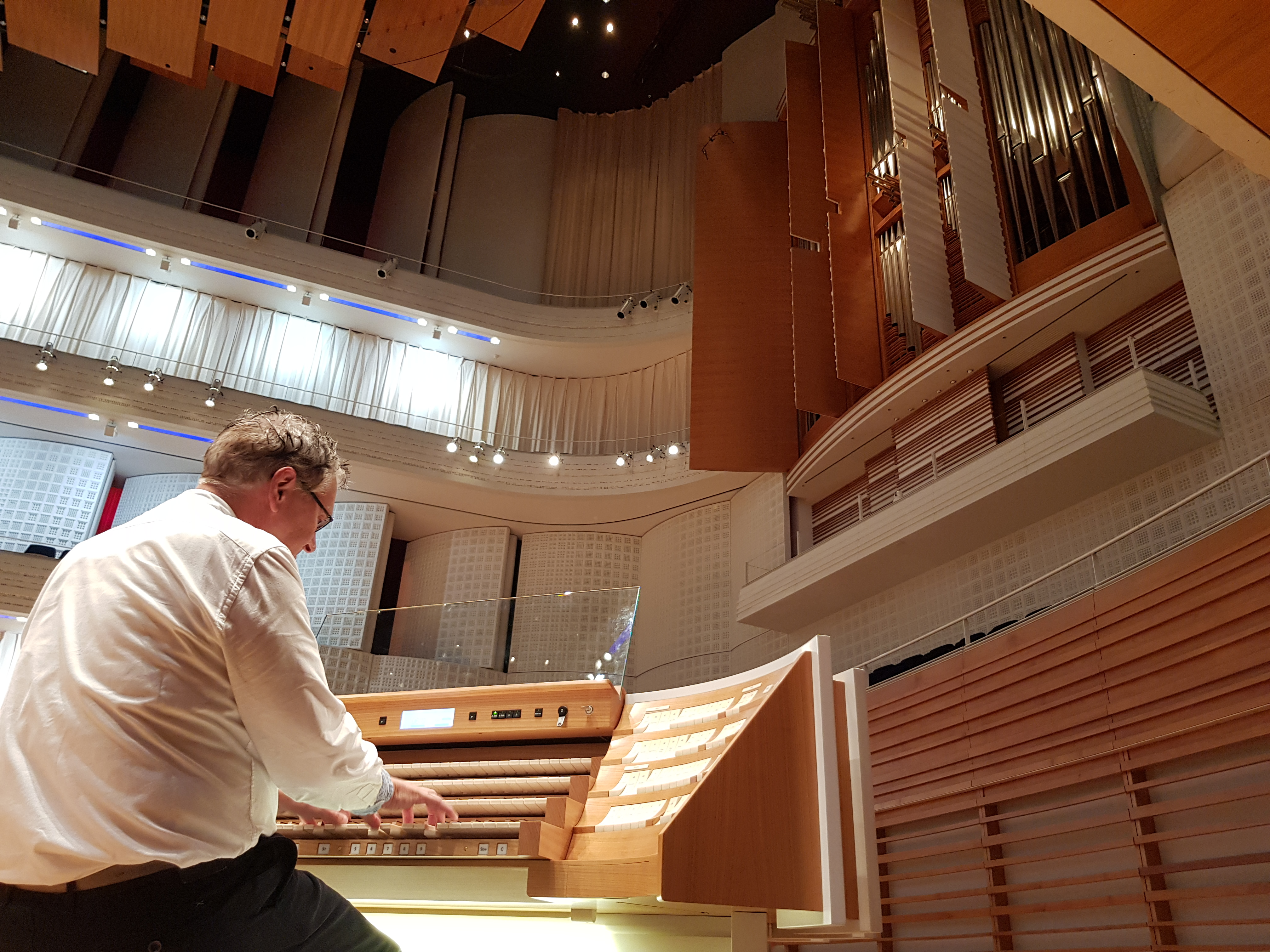
Markus Kühnis an der grossen Goll-Orgel im KKL Luzern

Markus Kühnis-Rivera (* 17. März 1955 in Rheineck SG) ist ein Schweizer Organist, Arrangeur und Musikpädagoge.

## Leben
Markus Kühnis absolvierte zunächst eine Lehre als Kaufmann. Sein anschliessendes Studium an der Musikakademie in Zürich (heute Zürcher Hochschule der Künste) schloss er mit dem Konzertdiplom für Orgel ab. Ferner studierte er in Paris bei Jean Langlais und Gaston Litaize. Er wirkte von 1969, also bereits als Jugendlicher, bis 1996 als Organist in der Pfarrkirche Näfels GL. Seit 1996 ist er Organist in der Kirchgemeinde Emmen LU und bis 2020 Leiter der Musikschule Emmen. Seit 2013 ist er Organist beim World Band Festival im Kultur- und Kongresszentrum Luzern. Zusammen mit dem Organisten Wolfgang Sieber und dem Schlagwerker und Percussionisten Christoph Kobelt spielte er von 1984 bis 2000 als Timporg Trio.

## Diskografie (Auswahl)
- 1983: Einzug der Königin von Saba. Markus Kühnis & Wolfgang Sieber spielen zwei- und vierhändige Orgelmusik. (Album; Gold Records; aufgenommen in St. Hilarius, Näfels)
- 1991 Markus Kühnis Orgel. Markus Kühnis spielt auf der Mathis-Orgel der Pfarrkirche St. Hilarius Näfels GL (Album; Duraphon-Studio HD490; aufgenommen in der Pfarrkirche St. Hilarius, Näfels durch Tonstudio Pawel, Wil)
- 1992 Organ. Markus Kühnis spielt populäre Musik auf der Orgel der Pfarrkirche Näfels GL (Album; Golden Master Series 500.091; aufgenommen in der Pfarrkirche St. Hilarius, Näfels durch Tonstudio Pawel, Wil)
- 1986: Die phantastische Orgel. Timporg Trio. Markus Kühnis – Wolfgang Sieber – Christoph Kobelt. (Album; PAN Verlag Vleugels; gepresst bei Teldec; Vertrieb: Ricophon; aufgenommen in der Stadtkirche Glarus)
- 2007: Weihnachtsklänge aus Luzern. Luzerner Kantorei – Knabenchor und Luzerner Trompeten-Ensemble mit Markus Kühnis an der Orgel (Album; EURO-CLASSICS 10116, aufgenommen in der katholischen Pfarrkirche Emmen durch con affetto Musikproduktion, Adligenswil)
- 2013: Variations on the Swiss song ‘Stets i Truure mues i läbe‘ (Eigenkompositionen) auf Trans Europe Experience. Keith John. Organ of Gloucester Cathedral (Willowhayne Records (Quality Enterprise Development))
- 2015: Geschwister Küng & Markus Kühnis: Appenzeller, Em Walsers Migg sin und Appenzeller II auf Alpentöne. Ein Querschnitt durch das Festival ’15 (Musiques Suisses; aufgenommen beim Alpentöne-Festival 2015)
- 2021: Engelberg Experience. Markus Kühnis spielt an der grossen Orgel des Klosters Engelberg eigene Transkriptionen von Rossini, Bach, Dvorak, Bizet, Sousa, Rimsky-Korsakov, Codina, Ponce, Abreu, Alford/Lefèvre, Händel, Moncayo und Gottschalk (Album; Willowhayne records WHR 066)